# Laurent Lafitte
Laurent Lafitte (Parigi, 22 agosto 1973) è un attore e umorista francese che lavora in campo cinematografico, televisivo e teatrale.

## Biografia
Cresciuto nel XVI arrondissement di Parigi, Laurent Lafitte ha iniziato la sua carriera all'età di 15 anni in un film TV per France 3 intitolato L'Enfant et le président. Grazie a questa esperienza si appassiona alla recitazione e inizia a studiare alla scuola di teatro Cours Florent e al Conservatoire national supérieur d'art dramatique di Parigi.
Ottiene una certa notorietà grazie alla sua partecipazione alla sit-com francese Classe mannequin. Si è poi trasferito a Londra per studiare alla Guildford School of Acting. Dopo due anni trascorsi in Inghilterra, torna in Francia e ottiene numerosi ruoli, ma sempre secondari, in varie produzioni cinematografiche e televisive. Ha recitato ne I fiumi di porpora di Mathieu Kassovitz e in Mon idole di Guillaume Canet. Con Canet inizia una proficua collaborazione che lo porta a recitare anche in Non dirlo a nessuno e Piccole bugie tra amici.
Parallelamente continua a perseguire una carriera teatrale; nel 2008 è protagonista del one man show Laurent Lafitte, comme son nom l'indique. Ha raggiunto 100 spettacoli al Palais des glaces di Parigi e ha vinto il premio Raimu nella categoria one man show.
Nel gennaio 2012 si unisce come residente alla Comédie-Française. Nello stesso anno è protagonista assieme a Omar Sy nella commedia Due agenti molto speciali. Nel 2013 viene diretto da Michel Gondry in Mood Indigo - La schiuma dei giorni.
Nel 2016 affianca Isabelle Huppert in Elle, in concorso alla 69ª edizione del Festival di Cannes, di cui ha presentato la cerimonia d'apertura e di chiusura.

## Filmografia parziale

### Attore

#### Cinema
- Il piacere e i suoi piccoli inconvenienti (Le Plaisir (et ses petits tracas)), regia di Nicolas Boukhrief (1998)
- Belle-maman, regia di Gabriel Aghion (1999)
- I fiumi di porpora (Les Rivières pourpres), regia di Mathieu Kassovitz (2000)
- Mon idole, regia di Guillaume Canet (2002)
- Les gaous, regia di Igor Sékulic (2003)
- Le rôle de sa vie, regia di François Favrat (2004)
- Narco, regia di Tristan Aurouet e Gilles Lellouche (2004)
- Non dirlo a nessuno (Ne le dis à personne), regia di Guillaume Canet (2006)
- Président, regia di Lionel Delplanque (2006)
- Ma place au soleil, regia di Éric de Montalier (2007)
- Un secret, regia di Claude Miller (2007)
- Le Bruit des gens autour, regia di Diastème (2008)
- L'amour c'est mieux à deux, regia di Dominique Farrugia e Arnaud Lemort (2009)
- Ensemble, c'est trop, regia di Léa Fazer (2010)
- Piccole bugie tra amici (Les Petits Mouchoirs), regia di Guillaume Canet (2010)
- Une pure affaire, regia di Alexandre Coffre (2011)
- Moi, Michel G., milliardaire, maître du monde, regia di Stéphane Kazandjian (2011)
- F.B.I. - Due agenti impossibili (Mais qui a retué Pamela Rose?), regia di Olivier Baroux e Kad Merad (2012)
- Due agenti molto speciali (De l'autre côté du périph), regia di David Charhon (2012)
- Les Beaux Jours, regia di Marion Vernoux (2013)
- Mood Indigo - La schiuma dei giorni (L'Écume des jours), regia di Michel Gondry (2013)
- Colpo d'amore (The Love Punch), regia di Joel Hopkins (2013)
- 16 ans ou presque, regia di Tristan Séguéla (2013)
- Tristesse Club, regia di Vincent Mariette (2014)
- Elle l'adore, regia di Jeanne Herry (2014)
- L'arte della fuga (L'Art de la fugue), regia di Brice Cauvin (2014)
- Papa ou Maman, regia di Martin Bourboulon (2015)
- Boomerang, regia di François Favrat (2015)
- Elle, regia di Paul Verhoeven (2016)
- Papa ou Maman 2, regia di Martin Bourboulon (2016)
- Ci rivediamo lassù (Au revoir là-haut), regia di Albert Dupontel (2017)
- L'ultima ora (L'Heure de la sortie), regia di Sébastien Marnier (2018)
- Un peuple et son roi, regia di Pierre Schoeller (2018)
- Selvaggi (Les Fauves), regia di Vincent Mariette (2018)
- Grandi bugie tra amici (Nous finirons ensemble), regia di Guillaume Canet (2019)
- Due agenti molto speciali 2 (Loin du périph), regia di Louis Leterrier (2022)
- Tutti amano Jeanne (Tout le monde aime Jeanne), regia di Céline Devaux (2022)
- Il conte di Montecristo (Le Comte de Monte-Cristo), regia di Alexandre de La Patellière e Matthieu Delaporte (2024)

### Doppiatore
- Turbo, regia di David Soren (2013) – edizione francese
- Asterix e il regno degli dei (Astérix: Le Domaine des dieux), regia di Alexandre Astier e Louis Clichy (2014)
- Il piccolo principe (The Little Prince), regia di Mark Osborne (2015) – edizione francese

## Doppiatori italiani
Nelle versioni in italiano delle opere in cui ha recitato, Laurent Lafitte è stato doppiato da:
- Riccardo Rossi in Piccole bugie tra amici, Due agenti molto speciali, Mood Indigo - La schiuma dei giorni, Due agenti molto speciali 2
- Simone D'Andrea in F.B.I. - Due agenti impossibili, Elle
- Simone Mori in Colpo d'amore, Tutti amano Jeanne
- Patrizio Cigliano ne L'arte della fuga
- Daniele Raffaeli ne L'ultima ora
- Massimo Triggiani in Grandi bugie tra amici

Da doppiatore è sostituito da:
- Alberto Caneva in Asterix e il Regno degli dei